# أليخاندرو سيلفا (توضيح)
قد يقصد من «أليخاندرو سيلفا» :
- أليخاندرو سيلفا (موسيقار): موسيقي وعازف قيثارة تشيلي.
- أليخاندرو سيلفا (لاعب كرة قدم): لاعب كرة قدم أوروغواياني.
- أليخاندرو سيلفا (منافس ألعاب قوى): منافِس أوليمبي تشيلي.